# Blue Danube
Blue Danube (букв. Голубой Дунай (такое же название было указано на советском телевидении)) — австрийский музыкальный ансамбль, изначально созданный продюсером Клаусом Петером Заттлером для участия в конкурсе песни Евровидение 1980. В состав проекта входили Марти Брем (нем. Marty Brem), Вольфганг Берри (нем. Wolfgang Berry), Сильвия Шрамм (нем. Sylvia Schramm), Рена Маурис (нем. Rena Mauris) и Вольфганг Вайсс (нем. Wolfgang Weiss). Название группы происходит от названия вальса «An der schönen blauen Donau» (англ. The Blue Danube — Голубой Дунай).
На конкурсе песни Евровидение 1980, который проходил в Гааге (Нидерланды), группа исполнила композицию «Du bist Musik» (рус. Ты — музыка), выступая под первым номером. По итогам конкурса музыканты заняли восьмое место, получив 64 балла от жюри..
После конкурса вместо Марти Брема в группе появился Георг Габлер (нем. Georg Gabler), вместо Рены Маурис — Элизабет Энгстлер (нем. Elisabeth Engstler).
В 1980—81 гг. группа дважды была участницей программы «Пёстрый котёл» на телевидении ГДР, оба выступления были также показаны советским телевидением (в том числе в программе «Мелодии и ритмы зарубежной эстрады» в 1981 году), что способствовало некоторой популярности «Голубого Дуная» в СССР; в частности, в 1983 году по многочисленным просьбам телезрителей выступление коллектива было включено в программу «Утренняя почта».
Один из участников коллектива, Марти Брем, снова выступил как участник от Австрии на Евровидении в следующем (1981) году, но уже с меньшим успехом.; другая участница — Элизабет Энгстлер, в составе дуэта «Mess» в 1982. Музыкальная карьера остальных участников «Blue Danube» прошла не так заметно.

## Дискография

### Синглы[9]
- 1980 — Du bist Musik / Du bist Musik (instr.) (Decca)
- 1980 — You Are a Song / Let Me Hear that Song Again (EMI)
- 1980 — Holiday / Rock’n’Roller Skates (Jupiter Records)